# Eisschnelllauf-Sprintweltmeisterschaft 2016
Die 47. Eisschnelllauf-Sprintweltmeisterschaft wurde vom 27. bis 28. Februar 2016 im Taereung Ice Rink in der südkoreanischen Stadt Seoul ausgetragen. Seoul war zum zweiten Mal Austragungsort der Sprintweltmeisterschaften.

## Wettbewerb
Bei der Sprintweltmeisterschaft werden vier Strecken gelaufen, je zweimal über die Distanz von 500 m und 1.000 m, An beiden Tagen werden je zwei Strecken gelaufen. Wenn ein Sportler über eine Distanz am ersten Tag auf der Innenbahn startet, so startet er am zweiten Tag auf der Außenbahn oder umgekehrt. Nur die 24 besten Frauen und Männer nach drei Strecken qualifizieren sich für die vierte Strecke.
Die erzielten Zeiten werden in Punkte umgewandelt. Über 500 m entspricht die gelaufene Zeit der Punktzahl, über 1.000 m ergibt die gelaufene Zeit in Sekunden geteilt durch 2 die Punktzahl. Der Athlet mit der niedrigsten Gesamtpunktzahl nach vier Strecken gewinnt die Sprintweltmeisterschaft.

## Teilnehmer
- 60 Athleten nahmen an den Wettkämpfen teil, 29 Frauen[1] und 31 Männer[2]. Insgesamt waren 17 verschiedene Nationen vertreten.

| Australien Deutschland Finnland Italien Japan | Kanada Kasachstan Südkorea Niederlande Norwegen | Österreich Polen Russland Tschechien Vereinigte Staaten | Volksrepublik China Belarus |

## Endergebnisse

### Frauen

#### Endstand
- Zeigt die zwölf erfolgreichsten Sportlerinnen der Sprint-WM.

| Rang | Name                   | 1. Lauf 500 Meter | 1. Lauf 1.000 Meter | 2. Lauf 500 Meter | 2. Lauf 1.000 Meter | Gesamt- punkte |
| ---- | ---------------------- | ----------------- | ------------------- | ----------------- | ------------------- | -------------- |
| 1    | Brittany Bowe          | 38,34 (5)         | 1:15,51 (3)         | 37,86 (1)         | 1:15,28 (1)         | 151,595        |
| 2    | Heather Bergsma        | 38,24 (2)         | 1:15,37 (2)         | 38,20 (3)         | 1:15,64 (3)         | 151,945        |
| 3    | Jorien ter Mors        | 38,54 (6)         | 1:15,09 (1)         | 38,58 (8)         | 1:15,35 (2)         | 152,340        |
| 4    | Marrit Leenstra        | 38,62 (7)         | 1:16,18 (4)         | 38,84 (11)        | 1:16,17 (4)         | 153,635        |
| 5    | Zhang Hong             | 38,11 (1)         | 1:17,23 (6)         | 38,37 (4)         | 1:17,76 (8)         | 153,940        |
| 6    | Olga Fatkulina         | 38,32 (4)         | 1:17,53 (9)         | 38,45 (5)         | 1:17,76 (8)         | 154,415        |
| 7    | Karolína Erbanová      | 38,79 (11)        | 1:17,09 (5)         | 38,51 (6)         | 1:17,20 (6)         | 154,445        |
| 8    | Nao Kodaira            | 38,30 (3)         | 1:17,98 (11)        | 38,67 (10)        | 1:18,03 (11)        | 154,975        |
| 9    | Vanessa Bittner        | 38,88 (13)        | 1:17,40 (8)         | 39,00 (13)        | 1:17,14 (5)         | 155,150        |
| 10   | Jekaterina Aidowa      | 38,90 (14)        | 1:17,96 (10)        | 38,65 (9)         | 1:18,45 (13)        | 155,755        |
| 11   | Yu Jing                | 38,73 (9)         | 1:17,98 (11)        | 38,54 (7)         | 1:19,12 (17)        | 155,820        |
| 12   | Heather McLean         | 38,79 (11)        | 1:18,94 (18)        | 38,15 (2)         | 1:18,84 (14)        | 155,830        |
|      |                        |                   |                     |                   |                     |                |
| 14   | Gabriele Hirschbichler | 39,17 (19)        | 1:18,30 (14)        | 39,35 (18)        | 1:17,78 (9)         | 156,560        |

Im Falle von Punktgleichheit entscheidet die Zeit der letzten Strecke über die Platzierung.

#### 1. Lauf 500 Meter
| Platz | Name                   | Land                | Zeit    | Punkte |
| ----- | ---------------------- | ------------------- | ------- | ------ |
| 1     | Zhang Hong             | Volksrepublik China | 38,11 s | 38,110 |
| 2     | Heather Bergsma        | Vereinigte Staaten  | 38,24 s | 38,240 |
| 3     | Nao Kodaira            | Japan               | 38,30 s | 38,300 |
| 4     | Olga Fatkulina         | Russland            | 38,32 s | 38,320 |
| 5     | Brittany Bowe          | Vereinigte Staaten  | 38,34 s | 38,340 |
| 6     | Jorien ter Mors        | Niederlande         | 38,54 s | 38,540 |
| 7     | Marrit Leenstra        | Niederlande         | 38,62 s | 38,620 |
| 8     | Erina Kamiya           | Japan               | 38,65 s | 38,650 |
|       |                        |                     |         |        |
| 13    | Vanessa Bittner        | Österreich          | 38,88 s | 38,880 |
| 19    | Gabriele Hirschbichler | Deutschland         | 39,17 s | 39,170 |

#### 1. Lauf 1.000 Meter
| Platz | Name                   | Land                | Zeit        | Punkte |
| ----- | ---------------------- | ------------------- | ----------- | ------ |
| 1     | Jorien ter Mors        | Niederlande         | 1:15,09 min | 37,545 |
| 2     | Heather Bergsma        | Vereinigte Staaten  | 1:15,37 min | 37,685 |
| 3     | Brittany Bowe          | Vereinigte Staaten  | 1:15,51 min | 37,755 |
| 4     | Marrit Leenstra        | Niederlande         | 1:16,18 min | 38,090 |
| 5     | Karolína Erbanová      | Tschechien          | 1:17,09 min | 38,545 |
| 6     | Zhang Hong             | Volksrepublik China | 1:17,23 min | 38,615 |
| 7     | Li Qishi               | Volksrepublik China | 1:17,30 min | 38,650 |
| 8     | Vanessa Bittner        | Österreich          | 1:17,40 min | 38,700 |
|       |                        |                     |             |        |
| 14    | Gabriele Hirschbichler | Deutschland         | 1:18,30 min | 39,150 |

#### 2. Lauf 500 Meter
| Platz | Name              | Land                | Zeit    | Punkte |
| ----- | ----------------- | ------------------- | ------- | ------ |
| 1     | Brittany Bowe     | Vereinigte Staaten  | 37,86 s | 37,860 |
| 2     | Heather McLean    | Kanada              | 38,15 s | 38,150 |
| 3     | Heather Bergsma   | Vereinigte Staaten  | 38,20 s | 38,200 |
| 4     | Zhang Hong        | Volksrepublik China | 38,37 s | 38,370 |
| 5     | Olga Fatkulina    | Russland            | 38,45 s | 38,450 |
| 6     | Karolína Erbanová | Tschechien          | 38,51 s | 38,510 |
| 7     | Yu Jing           | Volksrepublik China | 38,54 s | 38,540 |
| 8     | Jorien ter Mors   | Niederlande         | 38,58 s | 38,580 |

#### 2. Lauf 1.000 Meter
| Platz | Name                   | Land                | Zeit        | Punkte |
| ----- | ---------------------- | ------------------- | ----------- | ------ |
| 1     | Brittany Bowe          | Vereinigte Staaten  | 1:15,28 min | 37,640 |
| 2     | Jorien ter Mors        | Niederlande         | 1:15,35 min | 37,675 |
| 3     | Heather Bergsma        | Vereinigte Staaten  | 1:15,64 min | 37,820 |
| 4     | Marrit Leenstra        | Niederlande         | 1:16,17 min | 38,085 |
| 5     | Vanessa Bittner        | Österreich          | 1:17,14 min | 38,570 |
| 6     | Karolína Erbanová      | Tschechien          | 1:17,20 min | 38,600 |
| 7     | Zhang Hong             | Volksrepublik China | 1:17,69 min | 38,845 |
| 8     | Olga Fatkulina         | Russland            | 1:17,76 min | 38,880 |
| 9     | Gabriele Hirschbichler | Deutschland         | 1:17,78 min | 38,890 |

### Männer
- Zeigt die zehn erfolgreichsten Sportler der Sprint-WM.

| Rang | Name               | 1. Lauf 500 Meter | 1. Lauf 1.000 Meter | 2. Lauf 500 Meter | 2. Lauf 1.000 Meter | Gesamt- punkte |
| ---- | ------------------ | ----------------- | ------------------- | ----------------- | ------------------- | -------------- |
| 1    | Pawel Kulischnikow | 34,76 (1)         | 1:09,87 (2)         | 34,63 (1)         | 1:09,84 (2)         | 139,245        |
| 2    | Kjeld Nuis         | 35,29 (14)        | 1:09,28 (1)         | 35,52 (16)        | 1:09,09 (1)         | 139,995        |
| 3    | Kai Verbij         | 34,94 (2)         | 1:10,45 (6)         | 35,21 (6)         | 1:10,09 (4)         | 140,420        |
| 4    | Nico Ihle          | 35,05 (5)         | 1:10,15 (3)         | 35,36 (13)        | 1:10,27 (8)         | 140,620        |
| 5    | Kim Tae-yun        | 35,01 (4)         | 1:10,47 (7)         | 35,23 (8)         | 1:10,37 (8)         | 140,660        |
| 6    | Mika Poutala       | 34,95 (3)         | 1:10,76 (8)         | 35,10 (3)         | 1:10,86 (13)        | 140,860        |
| 7    | Alexei Jessin      | 35,22 (8)         | 1:10,87 (10)        | 35,33 (10)        | 1:10,16 (5)         | 141,065        |
| 8    | Piotr Michalski    | 35,16 (7)         | 1:10,89 (11)        | 35,22 (7)         | 1:10,53 (9)         | 141,090        |
| 9    | Ronald Mulder      | 35,23 (9)         | 1:10,99 (13)        | 35,13 (4)         | 1:10,75 (12)        | 141,230        |
| 10   | Kim Jin-su         | 35,49 (20)        | 1:10,44 (5)         | 35,49 (15)        | 1:10,27 (6)         | 141,335        |
| 11   | Ruslan Muraschow   | 35,27 (13)        | 1:10,98 (12)        | 35,06 (2)         | 1:11,20 (15)        | 141,420        |
| 12   | Mitchell Whitmore  | 35,48 (19)        | 1:11,39 (18)        | 35,24 (9)         | 1:10,61 (10)        | 141,720        |

#### 1. Lauf 500 Meter
| Platz | Name                  | Land        | Zeit    | Punkte |
| ----- | --------------------- | ----------- | ------- | ------ |
| 1     | Pawel Kulischnikow    | Russland    | 34,76 s | 34,760 |
| 2     | Kai Verbij            | Niederlande | 34,94 s | 34,940 |
| 3     | Mika Poutala          | Finnland    | 34,95 s | 34,950 |
| 4     | Kim Tae-yun           | Südkorea    | 35,01 s | 35,010 |
| 5     | Nico Ihle             | Deutschland | 35,05 s | 35,050 |
| 6     | Alex Boisvert-Lacroix | Kanada      | 35,13 s | 35,130 |
| 7     | Piotr Michalski       | Polen       | 35,16 s | 35,160 |
| 8     | Alexei Jessin         | Russland    | 35,22 s | 35,220 |

#### 1. Lauf 1.000 Meter
| Platz | Name               | Land               | Zeit        | Punkte |
| ----- | ------------------ | ------------------ | ----------- | ------ |
| 1     | Kjeld Nuis         | Niederlande        | 1:09,28 min | 34,640 |
| 2     | Pawel Kulischnikow | Russland           | 1:09,87 min | 34,935 |
| 3     | Nico Ihle          | Deutschland        | 1:10,15 min | 35,075 |
| 4     | Shani Davis        | Vereinigte Staaten | 1:10,39     | 35,195 |
| 5     | Kim Jin-su         | Südkorea           | 1:10,44 min | 35,220 |
| 6     | Kai Verbij         | Niederlande        | 1:10,45 min | 35,225 |
| 7     | Kim Tae-yun        | Südkorea           | 1:10,47 min | 35,235 |
| 8     | Mika Poutala       | Finnland           | 1:10,76 min | 35,380 |

#### 2. Lauf 500 Meter
| Platz | Name               | Land        | Zeit    | Punkte |
| ----- | ------------------ | ----------- | ------- | ------ |
| 1     | Pawel Kulischnikow | Russland    | 34,63 s | 34,630 |
| 2     | Ruslan Muraschow   | Russland    | 35,06 s | 35,060 |
| 3     | Mika Poutala       | Finnland    | 35,10 s | 35,100 |
| 4     | Ronald Mulder      | Niederlande | 35,13 s | 35,130 |
| 5     | Roman Kretsch      | Kasachstan  | 35,15 s | 35,150 |
| 6     | Kai Verbij         | Niederlande | 35,21 s | 35,210 |
| 7     | Piotr Michalski    | Polen       | 35,22 s | 35,220 |
| 8     | Kim Tae-yun        | Südkorea    | 35,23 s | 35,230 |
|       |                    |             |         |        |
| 13    | Nico Ihle          | Deutschland | 35,36 s | 35,360 |

#### 2. Lauf 1.000 Meter
| Platz | Name               | Land               | Zeit        | Punkte |
| ----- | ------------------ | ------------------ | ----------- | ------ |
| 1     | Kjeld Nuis         | Niederlande        | 1:09,09 min | 34,545 |
| 2     | Pawel Kulischnikow | Russland           | 1:09,84 min | 34,920 |
| 3     | Shani Davis        | Vereinigte Staaten | 1:09,95 min | 34,975 |
| 4     | Kai Verbij         | Niederlande        | 1:10,09 min | 35,045 |
| 5     | Alexei Jessin      | Russland           | 1:10,16 min | 35,080 |
| 6     | Nico Ihle          | Deutschland        | 1:10,27 min | 35,135 |
| 6     | Kim Jin-su         | Südkorea           | 1:10,27 min | 35,135 |
| 8     | Kim Tae-yun        | Südkorea           | 1:10,37 min | 35,185 |